# ユーザー車検
ユーザー車検（ユーザーしゃけん）とは、一般家庭で利用する自動車の使用者が自ら運輸支局等に車両を持ち込んで継続検査（≒車検）を受けること。
ただし、整備工場を持つ運送会社などの法人や個人事業主が同様のことを行う場合は、ユーザ車検とは呼ばない。

## 概要
道路運送車両法の第59条（新規検査）では、
登録を受けていない〜（中略）〜自動車を運行の用に供しようとするときは、当該自動車の使用者は、当該自動車を提示して、国土交通大臣の行なう新規検査を受けなければならない。
と定められている。また、同第62条（継続検査）では、
（略）〜自動車の使用者は、自動車検査証の有効期間の満了後も当該自動車を使用しようとするときは、当該自動車を提示して、国土交通大臣の行なう継続検査を受けなければならない。
と定められている。
法律上は「自動車の使用者が検査を受けなければならない」とされているが、自動車の点検・整備には専門的知識を要し、また運輸支局等へ現車を提示できる時間や環境が必要である。よって、2016年現在に於いても、車検は自動車ディーラーや整備工場に整備から検査までを任せ、その作業対価として（決して安価ではない）点検整備に係る費用を支払うことが多い。
しかし、1990年頃から費用の低減を謳うユーザー車検のガイドブック的な書籍が多数出版され、「使用者が検査を受けろと法律に書いてあるのに、使用者自身が検査に持ち込む事ができない」という新聞報道がなされた事から一時問題化したが、自動車に関する規制緩和やインターネットの普及による受検ノウハウが公開された事も追い風となり、車検場側の受け入れ態勢も整備されたことから、受検手段の一つとして定着することとなった。
使用者に代わって受検するユーザー車検代行業者も存在する（後述）。

## 手順
標準的な流れは、
- 車両を持ち込む検査場を選ぶ[1]。
- 検査場に予約を入れる（約2週間前から検査前日、場合によっては当日受検前までに行う。予約は普通車・軽自動車ともインターネットで24時間可能。
- （必要であれば）事前に私設予備検査場（テスター屋）に持ち込み、必要な調整・補修等を行う。
- 基本的に車検証、次の車検期間を満たす自賠責保険の契約書（自動車検査法人の窓口でも加入可能）、自動車税の納付証明書（不要の場合もある）が必要で、必要な書類を作成し、検査費用や重量税などの印紙の購入を行う。書類作成は行政書士に依頼することもできる。
- 自動車検査法人の窓口で受検する旨を申請。継続車検の申請書、検査費用および自動車重量税を印紙にて納付。
- 窓口の係官の指示に従い検査ラインに車両を持ち込み保安基準の適合審査を受ける[2]。
- 合格すれば窓口に検査書類一式を持ち込み、車検証と検査標章（ステッカー）の交付を受ける。交付されたステッカーは速やかにフロントガラスに貼り付ける事が望ましい。

新規検査、構造等変更検査の場合は、使用の本拠を管轄する運輸支局・自動車検査登録事務所でのみ受検可能であるが、予備検査、継続検査は日本全国どこでも受検可能である。私設予備検査場（テスター屋）は運輸支局等の周辺に多く、看板を出してユーザー車検の客を呼び込む店も多い。

## ユーザー車検代行業者
国土交通省のユーザー車検のスタンスとしては、あくまでユーザー本人が受検に出向く事を前提としている。しかし、代理人によるユーザー車検の受検を拒否する根拠がなく、認証整備工場・指定整備工場でない者が使用者の代理人としてユーザー車検に出向くユーザー車検代行業者が全国的に存在する。ユーザー車検代行業者は、あくまで検査を通す事を目的とし、向こう2年間の故障予見や予防整備は満足に行われず、検査に落ちる項目のみ整備・調整し、検査を取得する場合が多い。また、点検整備を後日行う前検査・後整備が認められている事から、使用者本人が後日点検を行う事を前提に、運輸支局等で検査ラインを通すだけの代行業者も存在する。
一般的な自動車の整備項目であるブレーキキャリパーやブレーキドラムの取り外し、消耗品であるダストブーツ類を交換する為のボールジョイント類の脱着は分解整備に該当し、運輸局長の認証を受けた整備工場（認証整備工場）でのみ行う事ができるとされている。しかし、整備工場を開業するには大掛かりで高額な設備を整える必要があり、また敷地面積や人員の制約もある。また分解整備に該当する項目であっても大掛かりな工具や設備を必要としない場合も多く、これらの条件を一挙に整えられない自動車整備士や、相応の経験を積んだ整備士資格を持たない者が、あくまで私的に依頼される事を前提として、言わば非合法の自動車整備工場として営業している。

## ユーザー車検のメリット・デメリット
メリット
- 車両構造に関する知識の修得機会になるとともに、日頃の安全点検の意識向上につながる[4]。
- ユーザーの定期的な維持管理次第で、車検時に必要な整備点検費用を減らすことができる[5]。

デメリット
- 検査時点での安全・環境基準をクリアしてさえいれば合格となる[6]ため、メンテナンスが不十分となるおそれがある。
- 不合格の項目があった場合、その場での修理は行わず、一旦帰宅して修理後に出直しとなる。（1台1台が流れ作業で各検査を受けるので、物理的に不可能である）これが民間車検との大きな違いである。